# Liste der Biografien/Seiw
Liste der Biografien |
Portal Biografien |
Personensuche
# |
A |
B |
C |
D |
E |
F |
G |
H |
I |
J |
K |
L |
M |
N |
O |
P |
Q |
R |
S |
T |
U |
V |
W |
X |
Y |
Z |
?
 
Sa |
Sb |
Sc |
Sd |
Se |
Sf |
Sg |
Sh |
Si |
Sj |
Sk |
Sl |
Sm |
Sn |
So |
Sp |
Sq |
Sr |
Ss |
St |
Su |
Sv |
Sw |
Sy |
Sz
 
Sea |
Seb |
Sec |
Sed |
See |
Sef |
Seg |
Seh |
Sei |
Sej |
Sek |
Sel |
Sem |
Sen |
Seo |
Sep |
Seq |
Ser |
Ses |
Set |
Seu |
Sev |
Sew |
Sex |
Sey |
Sez
 
Seib |
Seic |
Seid |
Seie |
Seif |
Seig |
Seij |
Seik |
Seil |
Seim |
Sein |
Seip |
Seir |
Seis |
Seit |
Seiu |
Seiv |
Seiw |
Seix |
Seiz
Die Liste der Biografien führt alle Personen auf, die in der deutschsprachigen Wikipedia einen Artikel haben. Dieses ist eine Teilliste mit 13 Einträgen von Personen, deren Namen mit den Buchstaben „Seiw“ beginnt.

## Seiw

### Seiwa
- Seiwa (850–881), 56. Tennō von Japan (858–876)
- Seiwald, Brigitte (* 1945), österreichische Skirennläuferin
- Seiwald, Dominik (* 1986), österreichischer Fußballspieler
- Seiwald, Felix (* 2000), österreichischer Fußballspieler
- Seiwald, Luis (* 1969), italienischer Künstler (Südtirol)
- Seiwald, Nicolas (* 2001), österreichischer FußballspielerNicolas Seiwald (* 2001)

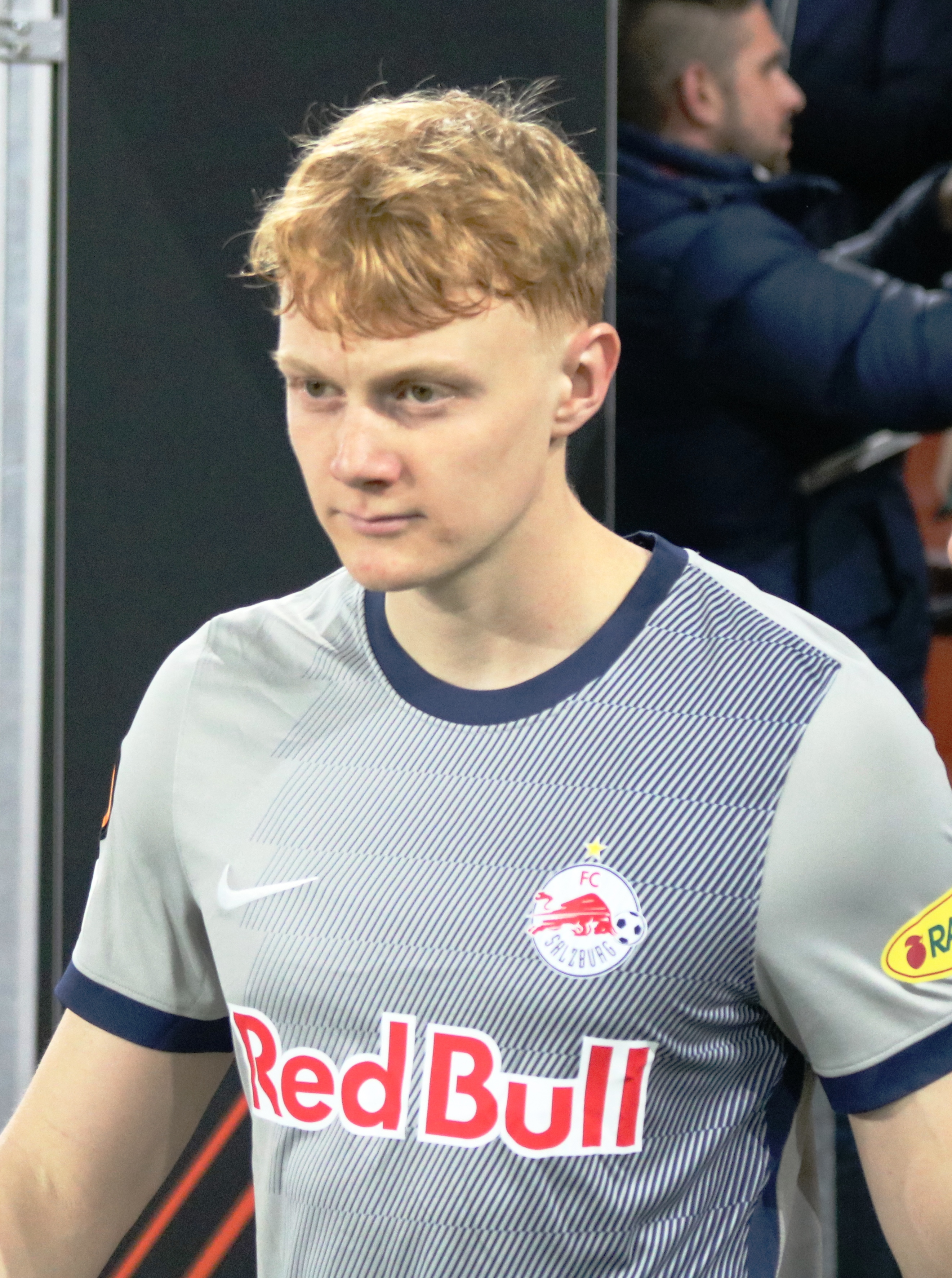
Nicolas Seiwald (* 2001)

- Seiwald, Peter (* 1977), österreichischer Politiker (ÖVP), Wirtschaftskammerfunktionär und Unternehmer
- Seiwald, Robert (* 1925), US-amerikanischer Chemiker

### Seiwe
- Seiwert, Franz Wilhelm (1894–1933), deutscher Maler und Bildhauer
- Seiwert, Hubert (* 1949), deutscher Religionswissenschaftler
- Seiwert, Inge (1948–2006), deutsche Ethnologin
- Seiwert, Lothar (* 1952), deutscher Zeitmanagement-Experte und Autor
- Seiwert, Wolf-Dieter (* 1945), deutscher Ethnologe